# Saison 5 de Weeds
Chronologie
Saison 4 de Weeds Saison 6 de Weeds
Cet article présente le guide de la saison 5 du feuilleton télévisé Weeds.

## Épisode 1:Personne ne m'aime
- Titre original : Wonderful Wonderful
- Scénariste(s) : Jenji Kohan
- Réalisateur(s) : Scott Ellis
  -  États-Unis : 8 juin 2009
  -  France : 26 mai 2011
- Résumé : Après avoir été obligée de prouver à Esteban qu'elle était bien enceinte en lui montrant un cliché d'échographie, Nancy quitte le Mexique et revient à Ren Mar auprès de sa famille. La jeune femme ne sait pas trop quel sort va lui être réservé. De son côté, Celia a été prise en otage par sa fille,  Quinn. Cette dernière contacte Nancy pour tenter d'obtenir une rançon en échange de la libération de Celia. Mais Nancy raccroche le téléphone après lui avoir ri au nez. La ravisseuse se tourne alors vers toutes les connaissances de Celia. Pendant ce temps, Andy, Silas et Doug cherchent un endroit pour planter leur herbe…

## Épisode 2:Les Machettes en haut?
- Titre original : Machetes Up Top
- Scénariste(s) : Victoria Morrow
- Réalisateur(s) : Michael Pressman
  -  États-Unis : 15 juin 2009
  -  France : 26 mai 2011
- Résumé : Nancy est obligée de semer Oscar pour pouvoir aller secrètement voir Guillermo en prison. Toujours prisonnière, Celia a décidé de ne pas se laisser abattre et plutôt que de ne rien faire, elle préfère mettre son temps à profit pour aider les rebelles au sein de leur organisation. De leur côté, Shane et Andy partent rendre visite à la sœur de Nancy alors que Silas et Doug n'ont toujours pas résolu leur problème. Ils doivent absolument trouver un terrain de bonne qualité et à l'abri des regards indiscrets pour planter leur nouvelle herbe…

## Épisode 3:Quand faut y aller…
- Titre original : Su-Su-Sucio
- Scénariste(s) : Roberto Benabib & Matthew Salsberg
- Réalisateur(s) : Lesli Linka Glatter
  -  États-Unis : 22 juin 2009
  -  France : 2 juin 2011
- Résumé : Victime d'intenses saignements, Nancy doit éviter tout stress. Mais il n'est guère dans son tempérament de se reposer. C'est pourtant une consigne formulée par le médecin, si elle ne veut pas perdre son bébé. De son côté, Silas pense avoir une brillante idée : pourquoi ne pas ouvrir une boutique de marijuana médicale, afin de légaliser son activité ? Il lui faut cependant l'aval d'un représentant des forces de l'ordre. Il le trouve en la personne d'un policier local. Mais celui-ci exige un pourcentage sur les recettes, en échange de sa signature. Parallèlement, Jill se montre ulcérée par le comportement de Shane. Elle décide de le ramener à sa mère. Elle en profite pour succomber à la tentation avec Andy…

## Épisode 4:Un jeu d'enfant
- Titre original : Super Lucky Happy
- Scénariste(s) : Ron Fitzgerald
- Réalisateur(s) : Scott Ellis
  -  États-Unis : 29 juin 2009
  -  France : 2 juin 2011
- Résumé : Nancy reçoit la visite d'un agent de la brigade fédérale anti-drogue, Roy Till. Elle doit rapidement prendre une décision capitale. En effet, le nouveau garde du corps des Botwin a capturé l'agent et s'apprête à le tuer. Nancy intervient. Mais qui, de l'agent ou du mafieux, doit-elle libérer ? Parallèlement, Andy découvre par hasard les numéros du compte en banque de son frère défunt. Pour récupérer les 186 000 dollars qui y figurent, il décide de se faire passer pour lui. Mais il ignore que la banquière est une ex-petite amie de Judah. Pendant ce temps, Celia est de retour. Elle n'a d'autre possibilité que de s'installer provisoirement dans le garage de Nancy…

## Épisode 5:Apocalypse
- Titre original : Van Nuys
- Scénariste(s) : Stephen Falk
- Réalisateur(s) : Bethany Rooney 
  -  États-Unis : 6 juillet 2009
  -  France : 9 juin 2011
- Résumé : Malgré elle, Nancy est contrainte de discuter avec sa gynécologue de l'éventualité d'un avortement. Mal à l'aise pour aborder ce sujet, elle n'oublie pas qu'elle s'était réjouie de voir naître cet enfant. Que doit-elle décider étant donné la situation ? Avec l'aide d'Ignacio, le pauvre Shane essaie tant bien que mal de récupérer son bien. Mais monsieur Sandusky ne se montrera pas forcément favorable à cette idée. De son côté, Andy donne un premier rendez-vous à une employée de la banque où son frère dispose encore d'un compte. Son idée : se faire passer pour le défunt. Parallèlement, Silas et Doug travaillent à leur idée de dispensaire un peu spécial…

## Épisode 6:La Demande en mariage
- Titre original : A Modest Proposal
- Scénariste(s) : Vanessa Reisen
- Réalisateur(s) : Michael Trim
  -  États-Unis : 13 juillet 2009
  -  France : 9 juin 2011
- Résumé : Six mois ont passé. La grossesse de Nancy approche de son terme. La future maman peut-elle être vraiment détendue dans de pareilles circonstances ? C'est en tout cas le moment que choisit Esteban pour faire sa demande en mariage. Et, malheureusement, le bonheur est de courte durée. Nancy vient en effet de s'apercevoir qu'il y a une autre femme dans la vie d'Esteban. De son côté, Andy doit assumer les conséquences de ses débordements récents. Quant à Celia, elle s'ennuie dans son travail mais découvre une opportunité dans le domaine des cosmétiques…

## Épisode 7:Cannabis blues
- Titre original : Where The Sidewalk Ends
- Scénariste(s) : Roberto Benabib & Matthew Salsberg
- Réalisateur(s) : Jeremy Podeswa
  -  États-Unis : 20 juillet 2009
  -  France : 16 juin 2011
- Résumé : Médusée, Nancy réussit enfin à confirmer tout ce qu'elle avait intuitivement deviné. En effet, elle découvre l'identité de l'autre femme qui bénéficie des faveurs du bel Esteban. Grâce à son opiniâtreté, elle parvient à en apprendre davantage sur la nature de ses projets d'avenir. Amère, Nancy comprend une nouvelle fois qu'elle ne peut se fier à personne. Avec l'aide de Andy et Audra, elle décide de reprendre les choses en mains. Y parviendra-t-elle ? Parallèlement, Celia découvre que devenir riche peut être plus rapide que ce que l'on croit. Mais elle constate très vite que l'opulence et l'argent ne sont jamais très commodes à gérer…

## Épisode 8:La Mexi-menace
- Titre original : A Distinctive Horn
- Scénariste(s) : Jenji Kohan, Chris Offutt
- Réalisateur(s) : Scott Ellis 
  -  États-Unis : 27 juillet 2009
  -  France : 16 juin 2011
- Résumé : Nancy a accouché mais Esteban refuse de reconnaitre l'enfant. Elle demande donc à Andy de le faire, celui-ci refuse. Souhaitant reprendre sa vie en main, Andy décide de sortir avec la gynécologue de Nancy (interprétée par Alanis Morissette). Celle-ci lui explique qu'il n'est qu'un loser : la quarantaine, chômeur, dépressif, immature… Ce qui agit comme un électrochoc pour lui : afin d'agir en adulte et de réussir au moins une chose dans sa vie, il accepte de reconnaitre l'enfant de Nancy, sous réserve de prendre une part active dans son éducation. Sa première démarche sera d'ailleurs de le faire circoncire, à la fureur d'Esteban.

Célia décide de modifier sa façon de vendre : pour chaque cosmétique acheté, elle offre quelques grammes de cannabis qu'elle et son mari avocat ont dérobés à Doug et Silas.

## Épisode 9:La Tétée
- Titre original : Suck 'N' Spit
- Scénariste(s) : Brendan Kelly
- Réalisateur(s) :Michael Trim 
  -  États-Unis : 3 août 2009
  -  France : 23 juin 2011
- Résumé : Nancy et Andy se réjouissent. En effet, ils découvrent de nouveaux territoires et de nouvelles frontières qui leur permettent d'envisager l'avenir avec optimisme. Cependant, ils constatent bien vite qu'on n'échappe pas aussi simplement à la réalité des Américains moyens. Ils doivent affronter le quotidien de la vie de parents. Shane rencontre quelques problèmes : son état de santé s'avère préoccupant. De son côté, Dean annonce à Silas et à Doug qu'il s'est fait voler leur stock de marijuana. Avec Celia, il travaille main dans la main, profitant de ce surplus de matière première. Celia propose une nouvelle stratégie marketing. Sa petite combine pour écouler la marchandise discrètement fonctionne à merveille…

## Épisode 10:Vous avez dit malsain?
- Titre original : Perro Insano
- Scénariste(s) : Dave Holstein
- Réalisateur(s) : Scott Ellis 
  -  États-Unis : 10 août 2009
  -  France : 30 juin 2011
- Résumé : Après la fusillade, Nancy se réfugie chez Esteban avec ses fils. Tout le monde est aux petits soins pour Shane depuis qu'il a reçu une balle dans le bras. Même s'il la rassure sur son état, Nancy culpabilise. Elle sait que le projectile lui était destiné. Venu prendre des nouvelles, Cesar le lui confirme et avoue que Pilar se cache derrière la tentative d’assassinat. En vendant des produits de beauté dans la rue, Doug apprend que Celia écoule de la drogue. Il s'allie avec Dean pour mettre un terme à ce trafic de marijuana. Pendant ce temps, Andy réfléchit à l'avenir de sa relation avec Audra…

## Épisode 11:La vengeance est un plat qui se mange sous influence
- Titre original : Ducks And Tigers
- Scénariste(s) : Stephen Falk
- Réalisateur(s) : Matt Shakman 
  -  États-Unis : 17 août 2009
  -  France : 7 juillet 2011
- Résumé : Nancy doit faire transférer Guillermo au Mexique pour qu'il puisse l'aider à éliminer Pilar Zuazo. Pendant ce temps, Andy vit la parfaite histoire d'amour avec la gynécologue de Nancy. Adelita, la fille d'Esteban arrive de France afin de trouver une nouvelle université tandis que les élections pour devenir gouverneur s'annoncent prometteuse pour Esteban. Pendant ce temps, Doug et Dean cherchent toujours un moyen pour se venger de Celia qui est sexuellement attirée par la directrice de You're Pretty.

## Épisode 12:La Colle qui cimente l'amour
- Titre original : Glue
- Scénariste(s) : Ron Fitzgerald
- Réalisateur(s) : Michael Pressman 
  -  États-Unis : 24 août 2009
  -  France : 14 juillet 2011
- Résumé : Nancy, Andy et Cesar sont de plus en plus inquiets. Esteban, qui a disparu, reste toujours introuvable, et le trio se met alors activement à sa recherche. Pendant ce temps, Dean et Doug se préparent à mettre en place un projet diabolique. Ils n'ont qu'une idée en tête : tout mettre en œuvre pour prendre leur revanche sur Celia. Quant à Silas et Shane, ils se sentent investis d'une mission de la plus haute importance et ont très à cœur de protéger leur toute nouvelle demi-sœur : Adelita, la fille d'Esteban…

## Épisode 13:La Guerrière en téflon
- Titre original : All About My Mom
- Scénariste(s) : Jenji Kohan
- Réalisateur(s) : Scott Ellis 
  -  États-Unis : 31 août 2009
  -  France : 14 juillet 2011
- Résumé : Lorsque Nancy découvre ce qui est arrivé à Esteban, elle prend des mesures pour se préserver. De son côté, Andy s'apprête à opérer un changement plus que radical dans sa vie. Pendant ce temps, Dean, Doug et Celia parviennent enfin à trouver un terrain d'entente alors que Silas vient en aide à Adelita…